# Cubocephalus ashmeadii
Cubocephalus ashmeadii är en stekelart som först beskrevs av Alan John Harrington 1894.  Cubocephalus ashmeadii ingår i släktet Cubocephalus och familjen brokparasitsteklar. Inga underarter finns listade i Catalogue of Life.